# Блаца (Солин)
Блаца су насељено место у саставу града Солина, Сплитско-далматинска жупанија, Република Хрватска.

## Историја
До територијалне реорганизације у Хрватској налазила су се у саставу старе општине Солин.

## Становништво
На попису становништва 2011. године, Блаца су имала 2 становника.
| Број становника по пописима | Број становника по пописима | Број становника по пописима | Број становника по пописима | Број становника по пописима | Број становника по пописима | Број становника по пописима | Број становника по пописима | Број становника по пописима | Број становника по пописима | Број становника по пописима | Број становника по пописима | Број становника по пописима | Број становника по пописима | Број становника по пописима | Број становника по пописима |
| --------------------------- | --------------------------- | --------------------------- | --------------------------- | --------------------------- | --------------------------- | --------------------------- | --------------------------- | --------------------------- | --------------------------- | --------------------------- | --------------------------- | --------------------------- | --------------------------- | --------------------------- | --------------------------- |
| 1857                        | 1869                        | 1880                        | 1890                        | 1900                        | 1910                        | 1921                        | 1931                        | 1948                        | 1953                        | 1961                        | 1971                        | 1981                        | 1991                        | 2001                        | 2011                        |
| 147                         | 0                           | 154                         | 120                         | 101                         | 140                         | 0                           | 0                           | 142                         | 145                         | 128                         | 4                           | 0                           | 0                           | 0                           | 2                           |

Напомена: Исказује се од 1991. као самостално насеље настало издвајањем дела насеља Солин. У 1869, 1921. и 1931. подаци су садржани у насељу Солин. У 1981. и 1991. и 2001. без становника. Од 1953. до 1971. исказивано је као део насеља Сплит (град Сплит).

### Попис1991.
На попису становништва 1991. године, насељено место Блаца није имало становника.